# Dommer
 Denne artikel omhandler juridiske dommere. Opslagsordet har også en anden betydning, se Dommer (sport).
 Denne artikel omhandler overvejende eller alene danske forhold. Hjælp gerne med at gøre artiklen mere almen.
En dommer er en embedsmand, der ved en domstol udøver den dømmende magt. Dette gør dommere primært ved at lede domsforhandlingen (populært kaldet retssagen[kilde mangler]) og afsige dom.

## Dommere ved de danske domstole
Dommere betegnes i Danmark højesteretsdommer, landsdommer eller dommer, alt efter ved hvilken domstol den pågældende dommer virker.

### Uddannelse og udnævnelse
En dommer skal være cand.jur. fra et af universiteterne i København, Århus, Aalborg eller Odense. Erfarne embedsmænd fra justitsministeriet eller retsassesorer (en juridisk assistent ved retterne) udnævnes oftest til dommere. Dommeren udnævnes af regenten efter indstilling fra DommerudnævnelsesrådetRetsplejeloven  § 42, stk1, jf. repl § 43 a. Karrieremæssigt har domstolene traditionelt fungeret som et hierarki, hvor dommere først udnævntes til byretterne, derfra rekrutteredes landsdommerne og derfra igen højesteretsdommere. Denne stadig brugte rekrutteringsform suppleres lejlighedsvis med "folk udefra", såsom fremtrædende juridiske forskere og advokater.
For at blive udnævnt til dommer i en byret eller landsret skal den pågældendes egnethed bedømmes af landsretten. Det sker normalt gennem en ni måneders tidsbegrænset ansættelse (konstitution) i landsretten, hvor man indgår i rettens arbejde på lige fod med landsdommerne. I denne periode er man konstitueret dommer.
Udnævnelsen til højesteretsdommer følger et gammelt system, fastlagt i retsplejelovens § 42, stk. 5, med fire prøvevoteringer (formulering af votum i fire sager, hvor den prøvevoterende redegør for deres opfattelse af sagens omstændigheder og hvordan den bør afgøres), hvor alle andre højesteretsdommere i reglen deltager. Dette gør, at Højesteret i nogen grad er selvsupplerende.

### Dommeres uafhængighed
Som adskilt statsmagt er det meget vigtigt for alle, at dommere er både personligt og materielt uafhængige. Dette sikres fundamentalt i Grundlovens § 64:
Dommerne har i deres kald alene at rette sig efter loven. De kan ikke afsættes uden ved dom, ejheller forflyttes mod deres ønske, uden for de tilfælde, hvor en omordning af domstolene finder sted. Dog kan den dommer, der er fyldt sit 65. år, afskediges, men uden tab af indtægter indtil det tidspunkt, til hvilket han skulle være afskediget på grund af alder.
Dommere kan kun afskediges ved dom, dvs. af deres kolleger ved Den Særlige Klageret.

### Dommerens opgave
Som det ligger i embedets titel, er det dommerens primære opgave at afsige dom, altså at afgøre retstvister mellem borgere (civilretten) og at afgøre skyld og udmåle straf over for borgere, der har forbrudt sig mod landets love (strafferetten). Desuden kan domstolene påkende (dvs. afgøre) sager om øvrighedens grænser (jf. Grundlovens § 63).
Det er normalt ikke dommerens opgave at efterforske sagen og søge at finde frem til fakta, der ikke er lagt frem af parterne (civilret) eller anklagemyndigheden (strafferet). Dog gælder inden for strafferetten det materielle sandhedsprincip, hvorefter en dommer er forpligtet til selv at undersøge forhold, han eller hun måtte finde nødvendige for at nå frem til den egentlige sandhed i den givne sag. Dette princip gælder ikke i civilretten, hvor retten alene kan træffe afgørelser på baggrund af det fra sagens parter fremlagte.
Ud over den endelige domsafsigelse er det også dommeren, der leder domsforhandlingen (retssagens gang).

## Lægdommere
Grundloven bestemmer, at lægfolk skal medvirke i retsplejen. Dette sikres i Grundlovens § 65, stk 2, der lyder således:
I strafferetsplejen skal lægmænd medvirke. Det fastsættes ved lov, i hvilke sager og under hvilke former denne medvirken skal finde sted, herunder i hvilke sager nævninger skal medvirke.
Lægfolk deltager derfor i nogle retssager som nævninger eller domsmænd. Det er almindeligt antaget at "lægfolk" i denne sammehæng skal forstås som ikke-jurister.
Desuden fastsatter Grundlovens § 59, stk. 1, at halvdelen af Rigsrettens medlemmer skal være lægdommere udpeget af Folketinget.

### Udlandet og andet
Dommere ved højere domstole er generelt uddannede jurister, mens dommere ved lavere domstole (f.eks. ved lokaldomstole i USA) kan have anden eller slet ingen uddannelse. 
Også i mere uformelle sammenhænge kan betegnelsen dommer bruges, når en person udpeges til at bedømme et givet forhold. Det kan f.eks. være ved sportsbegivenheder og konkurrencer.